# 三乙基硼氢化锂
三乙基硼氢化锂是一种有机硼化合物，化学式为LiEt3BH。它有LiTEBH或Superhydride之称，是强还原剂，用于有机金属化学和有机化学。它是无色或白色液体，但通常以四氢呋喃溶液形式销售并使用。有关的还原剂包括三乙基硼氢化钠，可它以以甲苯溶液形式购买。
LiBHEt3是比硼氢化锂和氢化铝锂强的还原剂。

## 制备
氢化锂（LiH）和三乙基硼烷（Et3B）在四氢呋喃裏反应，可以生成LiBHEt3：
LiH + Et3B → LiEt3BH
它的四氢呋喃溶液如不遇水分和空气，可以长期保持稳定。

## 反应
LiBHEt3可以将卤代烷烃还原成烷烃。
LiBHEt3可以还原各种各样的官能团，但在氢化物试剂中，它并不是例外。LiBHEt3反而留给难以还原的受体使用，例如有位阻的羰基，如下图所示2,2,4,4-四甲基-3-戊酮的还原。在其他情况下，它可以将酸酐还原成醇和羧酸，而非二元醇。同样地，它可以将内酯还原成二元醇。α,β-内酯会经过1,4-加成反应，生成锂烯醇化物。二硫化物会（通过硫醇盐）被还原成硫醇。LiBHEt3可以将羧酸去质子化，但不能还原所生成的锂羧酸盐。同样道理，环氧化物遇LiBHEt3时会经过开环反应，生成醇。如果环氧化物不对称，反应可以具有高区域选择性和立体选择性而进行，倾向于在最不位阻的位置进攻：
LiBHEt3不可以还原缩醛和缩酮。LiBHEt3可用于甲磺酸酯和甲苯磺酸酯的还原裂解。LiBHEt3可以将三级N-酰基基团选择性去保护，也不会影响二级胺的官能度。据研究显示，它也可以将芳香酯还原成对应的醇（反应6、7）。
LiBHEt3也可以将吡啶和异喹啉分别还原成哌啶和四氢异喹啉。邻苯二酚硼烷和LiBHEt3还原β-羟基亚磺酰基亚胺还原，可以生成anti-1,3-氨基醇（反应8）。

## 预防措施
LiBHEt3遇水、醇或酸会发生剧烈的放热反应，生成氢气和自燃的三乙基硼烷。